# Scarus falcipinnis
Scarus falcipinnis es una especie de peces de la familia Scaridae en el orden de los Perciformes.

## Distribución geográfica
Se encuentra en Omán, Mozambique, las Seychelles, Mauricio, Reunión y Madagascar.